# Воробйові гори (станція метро)
55°42′37″ пн. ш. 37°33′33″ сх. д. / 55.71028° пн. ш. 37.55917° сх. д.
«Воробйові гори» (рос. Воробьёвы горы) — станція Московського метрополітену, Сокольницької лінії. Відкрита 12 січня 1959 (14 грудня 2002) року. Розташована між станціями «Спортивна» і «Університет». Північний вихід знаходиться на території району Хамовники Центрального адміністративного округу, південний — на території району Раменки Західного адміністративного округу і Гагарінського району Південно-Західного адміністративного округу Москви.
Названа по історичному району Воробйові гори. Перша у світі станція метро, розташована на мосту над річкою.

## Історія

### Первісний проєкт
Станція метро «Ленінські гори» була відкрита 12 січня 1959, у складі дільниці Сокольницької лінії « Спортивна»-«Університет». Для здешевлення будівництва використовувався унікальний проєкт прокладання лінії метрополітену по метромосту, замість пропонованого раніше плану тунелю під Москва-рікою. Станція розташовувалася на нижньому ярусі Лужнецького метромосту (спорудженого в 1958), по верхньому ярусу його здійснювався автомобільний рух. З причини квапу зі здачею моста в експлуатацію до Міжнародного фестивалю молоді не були дотримані до кінця норми будівництва. Прагнення мінімізувати витрати стало причиною заміни металевих опор на залізобетонні, що призвело до ряду помилок при закладці арматури в каркас споруди, а також змусило будівельників застосувати солі з метою прискорення бетонування. Справа в тому, що солі знижує температуру замерзання води, що було важливо, так як роботи велися в зимовий час. Але це сприяло інтенсивній корозії елементів арматури. Навесні ж, коли танув сніг, через погану гідроізоляцію станцію постійно затоплювало. 8 липня 1959 роком у Москві пройшли сильні зливи, що ледь не паралізувало роботу всієї лінії: вода, змішана з брудом, проникала прямо в потяги. Потім почала руйнуватися стеля. Справа дійшла до того, що в червні 1960, з висоти 4 метрів впали дюралеві листи карниза. Тоді ніхто не постраждав. Згодом стали з'являтися поздовжні тріщини в бетонних перекриттях, що і призвело до остаточного закриття мосту на реконструкцію.

## Реконструкція
Для пасажирів станцію закрито 20 жовтня 1983. З 1986, рух потягів здійснювався по обхідних мостах, спорудженим на самостійних опорах по обидві сторони основного, але верхній ярус був закритий значно пізніше через відсутність рівноцінної об'їзної автостради. Проведення ремонтних робіт було ускладнено економічною кризою 1980-х — 1990-х років. Офіційно реконструкція проводилася протягом 19 років, проте сама активна фаза робіт припала на 1999 — 2002. В період будівництва Третього транспортного кільця (було побудовано Бережковський міст, і таким чином з'явилася можливість об'їзду) 12 травня 1999, повністю розібрана станція отримала сучасну назву.
Влітку 2002, було суттєво обмежено рух потягів по мосту. 6 липня — 5 серпня 2002, дільниця «Спортивна» — «Південно-Західна» була повністю закрита. Будівельники за цей час підвели конструкції об'їзних мостів до основної платформи станції, переклали колії і відновили 360 м тунелю, виконали скління станції склопакетами.
Повторно станцію відкрито 14 грудня 2002. По суті, вона була повністю побудована заново. Ширина станції була збільшена на 3 метри, при цьому платформову частину станції було вирішено залишити на старих опорах.

## Вестибюлі і пересадки
Станція має два вестибюлі. З північного вестибюля (обладнаного ескалатором) можна вийти на Лужнецьку набережну і олімпійського спортивного комплексу «Лужники». З південного вестибюля можна вийти до Воробйовської набережної (через нижній зал) і до природного заказника «Воробйові гори» (через верхній зал).

## Ескалаторна галерея на Воробйових горах
Біля станції в природному заказнику «Воробйові гори» знаходиться ескалаторна галерея, яка працювала в 1959 —1983 роках і виконувала функцію доставки пасажирів з метро і парку на вулицю Косигіна і назад. Галерея була споруджена за типовим проєктом одночасно зі станцією. Вона була обладнана трисмуговим ескалатором і мала два вестибулі — верхній (на вул. Косигіна) і нижній (у парку). До станції пасажирам доводилося йти по існуючих паркових стежках.
Після реконструкції станції через проблеми з технічним розрахунком і відсутністю фінансування галерея не була відновлена. Зараз на станцію і на вулицю Косигіна можна потрапити лише пішки через лісопарк, піднявшись по обхідних стежках або скористатися платною канатною дорогою, яка знаходиться далеко від станції.

Сучасний стан ескалаторної галереї на Воробйових горах
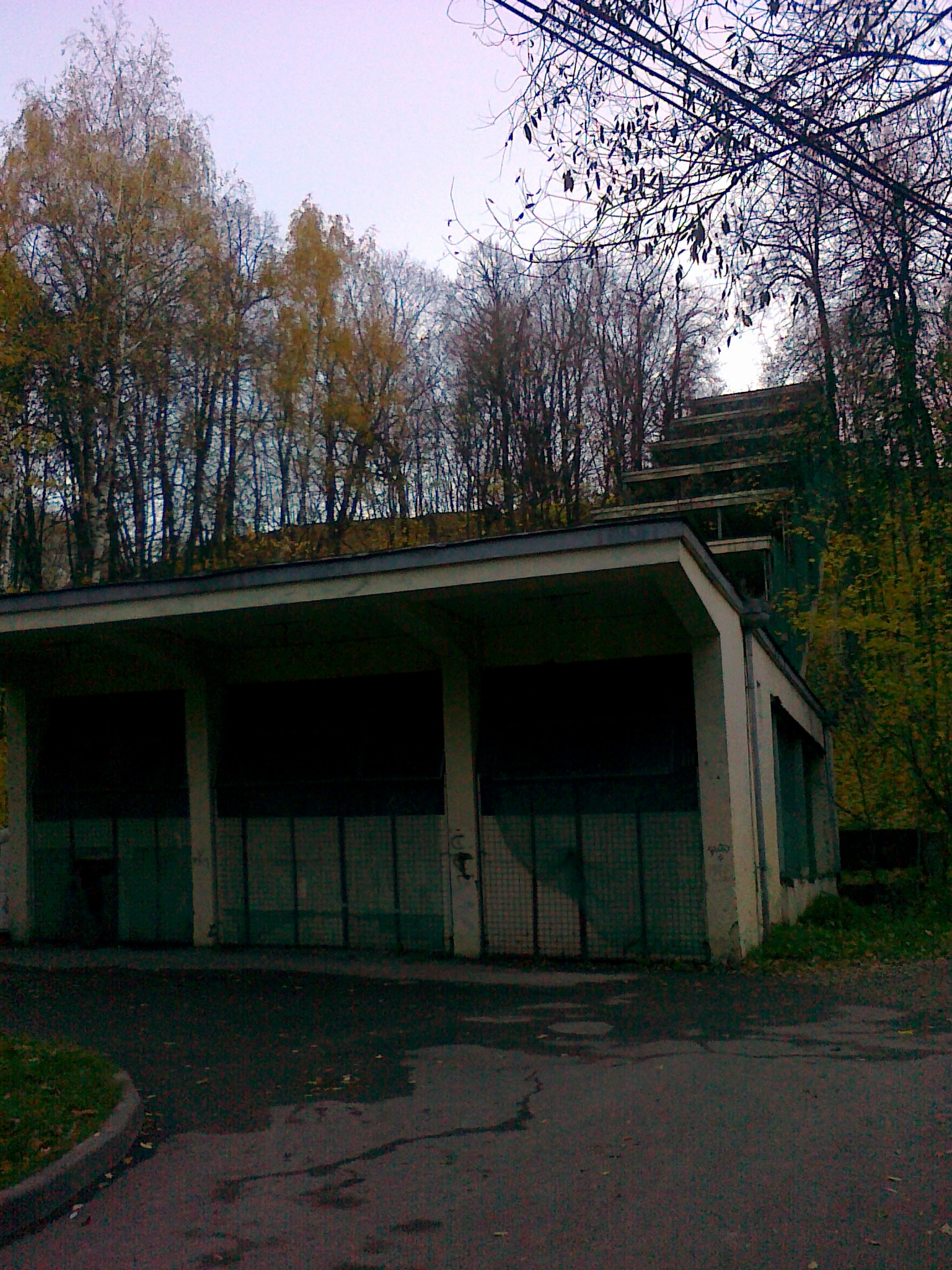
Покинута Ескалаторна галерея. 24 жовтня 2010.
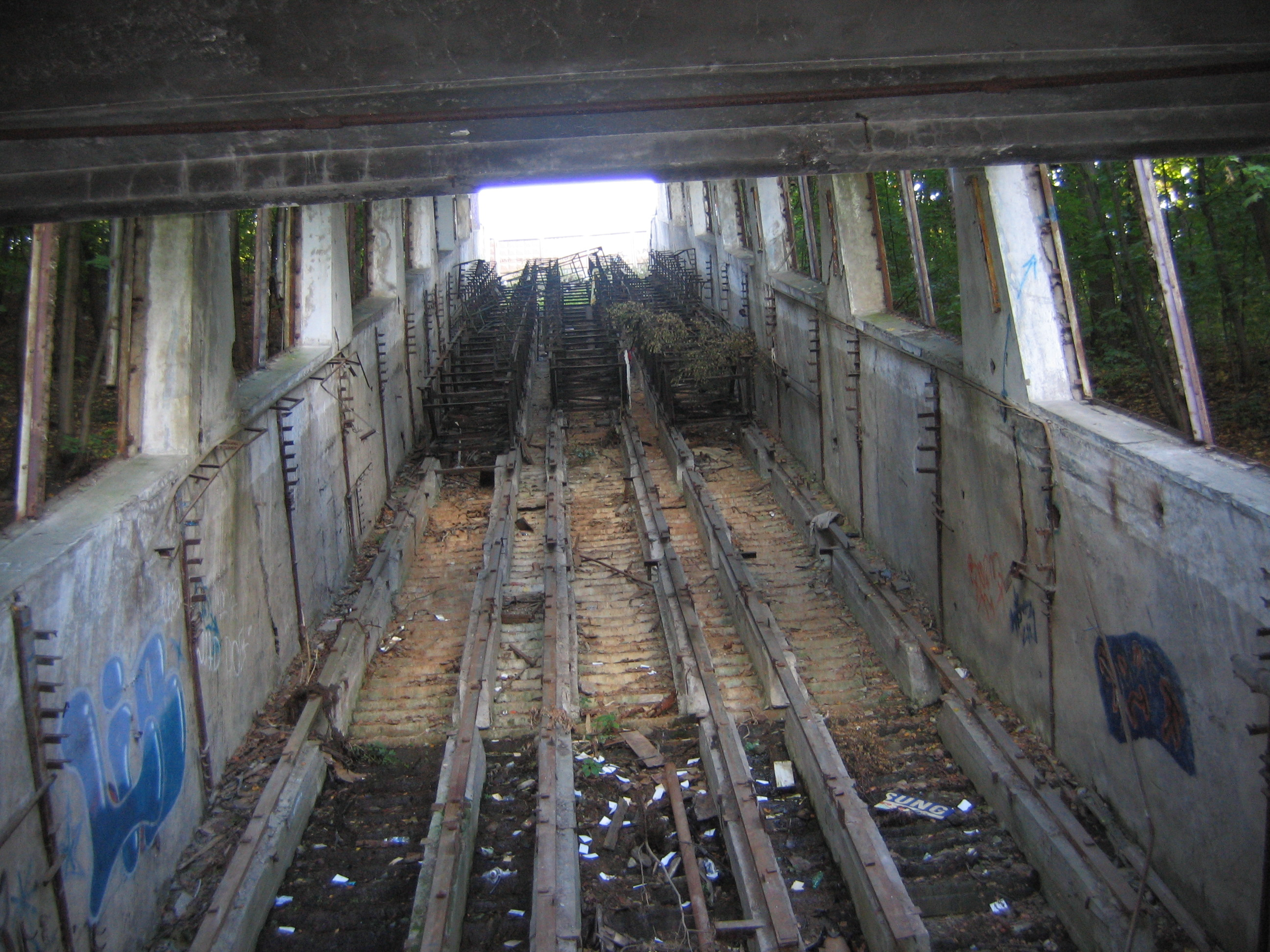
Усередині галереї. 23 вересня 2005.

## Технічна характеристика
Конструкція станції — естакадна крита з острівної платформою.
Станційні колії і платформа розташовані на нижньому ярусі Лужнецького метромосту. Верхнім ярусом здійснюється автомобільний рух.

## Колійний розвиток
Станція без колійного розвитку.

## Оздоблення
Оздоблення станції виконано в сучасному стилі. Опори моста, що проходять через зал, а також стіни підхідних коридорів оздоблені білим і зеленим мармуром. Колійні стіни зроблені прозорими, скло вставлено в алюмінієвий каркас. З них відкривається вид На Москву-ріку, Воробйови гори, Велику спортивну арену Лужників і нову будівлю Академії наук. Підлога викладена сірим гранітом .
Нетрадиційно оформлено на станції приміщення чергового — «капітанський місток», який височить над платформою.

## Цікаві факти
- На окремих схемах Сокольницької лінії, а також на офіційній схемі Московського метрополітену станція позначалася як діюча протягом 15 років: з моменту закриття по 1998 рік, коли вона була нарешті оновлена.
- «Воробйови гори» іноді називають (в порівнянні) «якорем Московського метрополітену», так як станція постійно закривається в дні заходів, що забезпечують великий пасажиропотік.
- Разом зі станціями «Студентська», «Спортивна», «М'якініно» і «Кузнецький міст», одна з п'яти в Московському метрополітені, до якої не підходить жоден з маршрутів міського наземного транспорту — безпосередньо по метромосту прямує тролейбус № 28, проте найближчі зупинки знаходяться тільки в п'ятистах метрах від кожного з вестибюлів, при цьому вони відносяться вже до інших маршрутах автобусів і тролейбусів. Крім того, єдина станція в Москві, у якій південний вестибюль виходить прямо на причал «Воробйови гори», відкритий влітку.
- Є найдовшою станцією Московського метрополітену.
- Є «небезпечною» станцією, оскільки на колії немає лотка.
- Ця станція є однією з двох виставкових майданчиків метрополітену (поряд з галереєю «Метро» на станції «Виставкова»).

## Ресурси Інтернету
- на сайті metro.molot.ru [Архівовано 17 березня 2013 у Wayback Machine.](рос.)
- «Воробьёвы горы» на официальном сайте московского метрополитена [Архівовано 23 липня 2012 у Archive.is](рос.)
- «Воробьёвы горы» на сайте Артемия Лебедева metro.ru [Архівовано 17 січня 2013 у Wayback Machine.](рос.)
- «Воробьёвы горы» на сайті news.metro.ru [Архівовано 29 липня 2012 у Wayback Machine.](рос.)
- Вид Лужнецкого метромоста со спутника [Архівовано 11 березня 2021 у Wayback Machine.](рос.)
- План-схема станции[недоступне посилання з червня 2019](рос.)
- «Воробьёвы горы» на сайте KartaMetro.info — Городской транспорт, выходы в город и схема станции на спутниковой карте Москвы.(рос.)
- «Воробьёвы горы» на Яндекс. Картах. [Архівовано 11 березня 2021 у Wayback Machine.](рос.)